# Federico Bernardo Vervoorst
Dr. Federico Bernardo Vervoorst (Santa Fe, 1923 - San Miguel de Tucumán, 2008) fue un botánico, ecólogo, paleobotánico y explorador argentino, y destacado taxónomo en Bromeliaceae.
En 1948, obtuvo su doctorado por la Universidad de Buenos Aires, en el campo de las Ciencias Naturales, desarrollando actividades académicas e investigativas en esa institución; y, luego pasa a la Universidad Nacional de Tucumán, y en el Instituto Miguel Lillo hasta 1954. Al no renovársele el contrato, por razones político-partidarias, decide exiliarse en Chile, trabajando en la Universidad de Concepción, hasta 1956, que se reincorpora al Instituto M. Lillo, hasta jubilarse en 1992.
En 1955, fue becado por la Fundación Alexander von Humboldt para estudiar palinología en la Universidad de Gotinga en Alemania. De retorno, y desde 1956, trabaja en el Instituto de Botánica Agrícola del INTA.

## Algunas publicaciones

### Libros
- Federico b. Vervoorst, pablo r. Legname, Alfredo Grau. 1981. Excursion botánica a Hualinchay, Tacanas y Gonzalo: Departamento de Trancas, Provincia de Tucumán. Ed. 	The Congress, 23 pp.

## Honores
- 1961: nombrado académico correspondiente de la Academia Nacional de Ciencias en Córdoba
- miembro de la Sociedad Botánica de Argentina, y su Pte. entre 1986 y 1988
- Asesor Honorario del I. Miguel Lillo[5]

### Eponimia
Especies (más de 10)
- (Asteraceae) Senecio vervoorstii Cabrera[6]

- (Bromeliaceae) Puya vervoorstii Gómez Rom. & A.Grau[7]

- (Euphorbiaceae) Euphorbia vervoorstii Subils [8]

- (Solanaceae) Solanum vervoorstii C.V.Morton[9]
- La abreviatura «Verv.» se emplea para indicar a Federico Bernardo Vervoorst como autoridad en la descripción y clasificación científica de los vegetales.[10]